# Tinh Thái

Tinh Thái, trong phần 5 của Chân Tam Quốc vô song.

Tinh Thái (星彩) là một nhân vật được xây dựng trong trò chơi điện tử Chân Tam Quốc vô song (tiếng Nhật: 真三國無雙, Shin Sangokumusou; có nghĩa là "vô địch thật sự trong Tam Quốc", cũng được biết dưới tên gọi bằng tiếng Anh là Dynasty Warriors) của hãng KOEI, Nhật Bản. Trò chơi này dựa trên cuốn tiểu thuyết Tam Quốc diễn nghĩa của La Quán Trung cũng như các sự kiện có thật trong lịch sử Trung Quốc thời Tam Quốc. Nhân vật Tinh Thái dựa trên hình ảnh hai bà hoàng hậu họ Trương (đều là con gái của Trương Phi) của Lưu Thiện. Tinh Thái xuất hiện lần đầu trong phần 5 của trò chơi này và là vợ của Lưu Thiện (刘禅/劉禪) (trong trò chơi tên tiếng Anh là Liu Chan-có lẽ là do cách phiên âm sai 刘饞: Lưu Sàm), hoàng đế nước Thục và đồng thời cũng là cháu trai của Trương Phi, do Trương Phi kết nghĩa anh em với Lưu Bị. Hình tượng nhân vật Tinh Thái nổi bật lên khí chất của con nhà võ.
Tinh Thái được mô tả như là một chiến binh sử dụng chĩa hai ngạnh gọi là "Tham vọng", mục đích của cô trong cuộc sống là bảo vệ đất nước của chồng thay cho cha mình. Tinh Thái thích săn bắn cũng như là người nhiều tham vọng và hiếu kỳ. Trong trò chơi, người ta cũng cho rằng Tinh Thái và Quan Bình, con nuôi của Quan Vũ, có một số quan hệ tình cảm lãng mạn. Cùng với Quan Bình, cô được miêu tả sinh động như là tương lai của nước Thục.

## Thực tế
Các bà hoàng hậu thật sự ngoài đời của Lưu Thiện đều không rõ danh tính và được gọi chung là Trương hoàng hậu, nhưng tên gọi này cho bà hoàng hậu thứ hai, do bà thứ nhất còn được biết dưới tên gọi Kính Ai hoàng hậu.
- Kính Ai hoàng hậu (敬哀皇后), vợ đầu của Lưu Thiện, con gái lớn của Trương Phi. Bà mất năm 237. Là hoàng hậu của Lưu Thiện từ năm 223 đến khi mất.
- Trương hoàng hậu (張皇后), vợ sau của Lưu Thiện, em gái Tinh Tinh hoàng hậu. Là hoàng hậu từ năm 238, sau khi Kính Ai hoàng hậu mất, và bị phế truất năm 263 khi nước Thục sụp đổ.